# Thác Luồi
Thác Luồi là thác ở xã Mò Ó huyện Đakrông tỉnh Quảng Trị, Việt Nam.
Thác Luồi nằm trên Khe Luồi ở vùng đất thôn Khe Luồi xã Mò Ó. Thác cách thị trấn Krông Klang 16°41′09″B 106°52′56″Đ / 16,685741°B 106,882187°Đ huyện lỵ Đakrông cỡ 3 km đường thẳng hướng đông nam. Để tiếp cận thác, từ ngã ba Chợ Đakrông trên Quốc lộ 9 gần km41, đi hướng đông nam và vượt sông Ba Lòng rồi đi theo đường liên thôn đến Khe Luồi, từ đó lên thác. Cũng có thể đi đường liên huyện hướng đông nam đến thôn Khe Lặn rồi mới vượt sông sang thôn Khe Luồi.
Thác cao cỡ 50 m, đổ nước trong khung cảnh núi rừng hoang sơ, tạo thành điểm hấp dẫn trong tour du lịch Đường 9 - Quảng Trị, cũng như điểm du lịch cuối tuần cho cư dân Đakrông. Dẫu vậy thì đến năm 2020 đường đến thác chưa thật thuận tiện. Việc vượt sông Ba Lòng qua ngầm không thể thực hiện vào mùa mưa, và cần đến đầu tư cái cầu thích hợp.